# Šíd
Šíd (em húngaro: Gömörsid) é um município da Eslováquia, situado no distrito de Lučenec, na região de Banská Bystrica. Tem 15,24 km² de área e sua população em 2018 foi estimada em 1.307 habitantes.

## Demografia
| Ano:        | 1994 | 2004   | 2014    | 2024    |
| ----------- | ---- | ------ | ------- | ------- |
| Broj ljudi: | 1082 | 1135   | 1284    | 1431    |
| Razlika:    |      | +4,89% | +13,12% | +11,44% |

| Ano:               | 2023 | 2024   |
| ------------------ | ---- | ------ |
| Número de pessoas: | 1429 | 1431   |
| Diferença:         |      | +0,13% |